# Aïn El Kebira
Ain El Kebira là một đô thị thuộc tỉnh Sétif, Algérie. Dân số thời điểm năm 2002 là 32.113 người.